# Ranunculus biformis
Ranunculus biformis är en ranunkelväxtart som beskrevs av Walo Koch. Ranunculus biformis ingår i släktet ranunkler, och familjen ranunkelväxter. Inga underarter finns listade i Catalogue of Life.